# Monochamus guttulatus
Monochamus guttulatus là một loài bọ cánh cứng trong họ Cerambycidae.